# Aretia
- Commons
- Wikispecies

Aretia L. é um gênero botânico  da família Primulaceae.

## Sinonímia
- Primula L.

## Espécies
- Aretia alpina L.
- Lista completa

## Classificação do gênero
| Sistema | Classificação                      | Referência               |
| ------- | ---------------------------------- | ------------------------ |
| Linné   | Classe Pentandria, ordem Monogynia | Species plantarum (1753) |